# Hlynur Bæringsson
Hlynur Bæringsson, né le 6 juillet 1982, à Stykkishólmur, en Islande, est un joueur islandais de basket-ball. Il évolue au poste d'ailier.

## Palmarès
- Champion de Suède 2011